# Eureka Roadhouse
Eureka Roadhouse – jednostka osadnicza w Stanach Zjednoczonych, w stanie Alaska, w okręgu Matanuska-Susitna.